# STS-126
STS-126 (englisch Space Transportation System) ist die Missionsbezeichnung für einen Flug des US-amerikanischen Space Shuttles Endeavour (OV-105) der NASA. Es handelte sich um die 124. Space-Shuttle-Mission, den 27. Shuttle-Flug zur ISS und den 22. Flug der Raumfähre Endeavour.
Der Start erfolgte am 15. November 2008 um 00:55 UTC.

## Mannschaft
- Christopher Ferguson (2. Raumflug), Kommandant
- Eric Boe (1. Raumflug), Pilot
- Stephen Bowen (1. Raumflug), Missionsspezialist
- Heidemarie Stefanyshyn-Piper (2. Raumflug), Missionsspezialistin
- Donald Pettit (2. Raumflug), Missionsspezialist
- Shane Kimbrough (1. Raumflug), Missionsspezialist

Als die NASA die Mannschaft im Oktober 2007 bekannt gab, gehörte Joan Higginbotham noch zur Besatzung. Einen Monat später gab sie jedoch ihren Austritt aus der NASA bekannt und wurde durch Pettit ersetzt.

### ISS-Crew Hinflug
ISS-Expedition 18
- Sandra Magnus (2. Raumflug), Bordingenieurin

### ISS-Crew Rückflug
ISS-Expedition 17/ISS-Expedition 18
- Gregory Chamitoff (1. Raumflug), Bordingenieur

## Missionsüberblick
Bei der Mission STS-126 (ISS-ULF2) wurde das Logistikmodul (MPLM) Leonardo genutzt, um Fracht zur ISS zu bringen. Das Hauptaugenmerk lag hierbei darin, die Station für die Unterstützung einer Langzeitbesatzung von sechs statt wie bisher drei Personen auszurüsten. Dazu wurden unter anderem zwei weitere Schlafplätze, eine zusätzliche Galley, eine weitere Toilette und ein Trainingsgerät installiert. Bei insgesamt vier Weltraumausstiegen wurden unter anderem die defekten SARJ-Drehgelenke auf der ISS repariert. Des Weiteren wurde mit Hilfe eines speziellen Frachtträgers (LMC) eine Schlauchdrehkupplung zur ISS gebracht und ein leerer Stickstofftank zurück zur Erde transportiert. Außerdem wurde ein Kleinsatellit zum Test zweier neuer Typen von Solarzellen ausgesetzt.

## Vorbereitungen

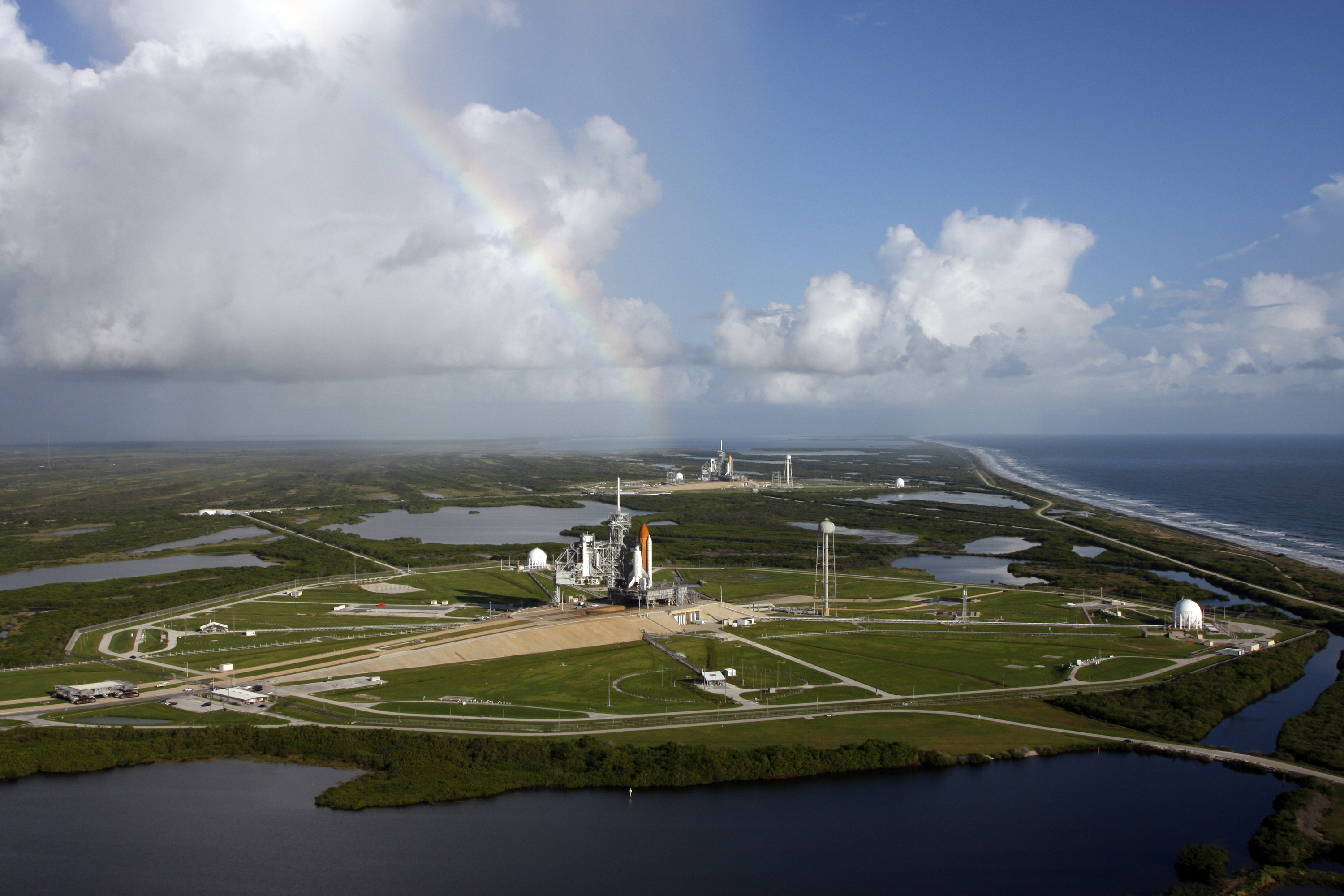
Atlantis (vorne) und Endeavour auf den Startanlagen

Nach ihrer vorhergehenden Mission wurde die Endeavour in die Orbiter Processing Facility gebracht, wo die routinemäßigen Nachinspektionen durchgeführt wurden. Anschließend stand sie als Rettungsshuttle für die Mission STS-326 bereit, für den Fall, dass die Crew der STS-124-Mission aufgrund eines defekten Hitzeschildes gezwungen gewesen wäre, auf der ISS zu verweilen. Nach einem erfolgreichen Ende der STS-124 Mission begannen am 11. Juli im Vehicle Assembly Building die Vorbereitungen auf die STS-400-Rettungsmission, welche gestartet wäre, wenn es während der Hubble-Wartungsmission STS-125 zu einem Defekt des Hitzeschildes gekommen wäre. Es wurde damit begonnen, die Feststoffbooster zusammenzubauen. Am 11. August traf der externe Tank ein, der am 29. August zwischen die Booster montiert wurde. Die Montage der Endeavour am externen Tank erfolgte am 12. September, einen Tag nach dem Rollover von der OPF zum VAB, sodass das Rollout zur Startanlage 39B am 19. September erfolgen konnte.
Ende September fiel beim Hubble-Teleskop einer der Rechner zur Steuerung und Übertragung der wissenschaftlichen Daten aus, der nun ebenfalls während STS-125 ausgetauscht werden sollte. Da ein Ersatzteil aber nicht vor April 2009 bereit ist, entschließ man sich dazu, STS-126 vor STS-125 zu ziehen. Dazu wurde die Atlantis ab dem 13. Oktober entladen und am 20. Oktober zurück ins VAB gebracht. Zwei Tage später kam die Hauptnutzlast der Mission, das mit 9,5 Tonnen Ausrüstung beladene MPLM Leonardo sowie die Ersatzteile für das SARJ-Drehgelenk in einem Transportkanister an der Startanlage 39A an. In diesem Zeitraum wurde auch das erste von zwei Flight Readiness Reviews durchgeführt, währenddem auf Shuttle-Programm-Ebene die Bereitschaft der Hardware festgestellt wurde. Das zweite Review, bei dem der erste Starttermin festgesetzt werden soll, fand am 30. und 31. Oktober statt.
Bereits am 23. Oktober, zwei Tage früher als ursprünglich geplant, führte die Endeavour ihren über acht Stunden dauernden Rollaround zur Startanlage 39A durch, damit Startanlage B bis zum Start von STS-125 wieder für Umbauten und Vorbereitungen für den Ares-I-X-Testflug zur Verfügung stand. Bei STS-125 wurde dann erneut ein Rettungsshuttle benötigt. Es war der dritte Rollaround in der Geschichte des Shuttle-Programms.
Vom 26. bis zum 29. Oktober, einen Tag, nachdem Leonardo in der Ladebucht von Endeavour untergebracht wurde, nahm die Besatzung am Terminal Countdown Demonstration Test teil. Dabei wurde die Ausrüstung für den Flug inspiziert und der Umgang mit den zur Notevakuierung dienenden Sicherheitseinrichtungen an der Startanlage geübt. Am Folgetag wurde in einer Pressekonferenz nach dem zweiten Flight Readiness Review der 14. November als Starttag bestätigt.

## Missionsverlauf

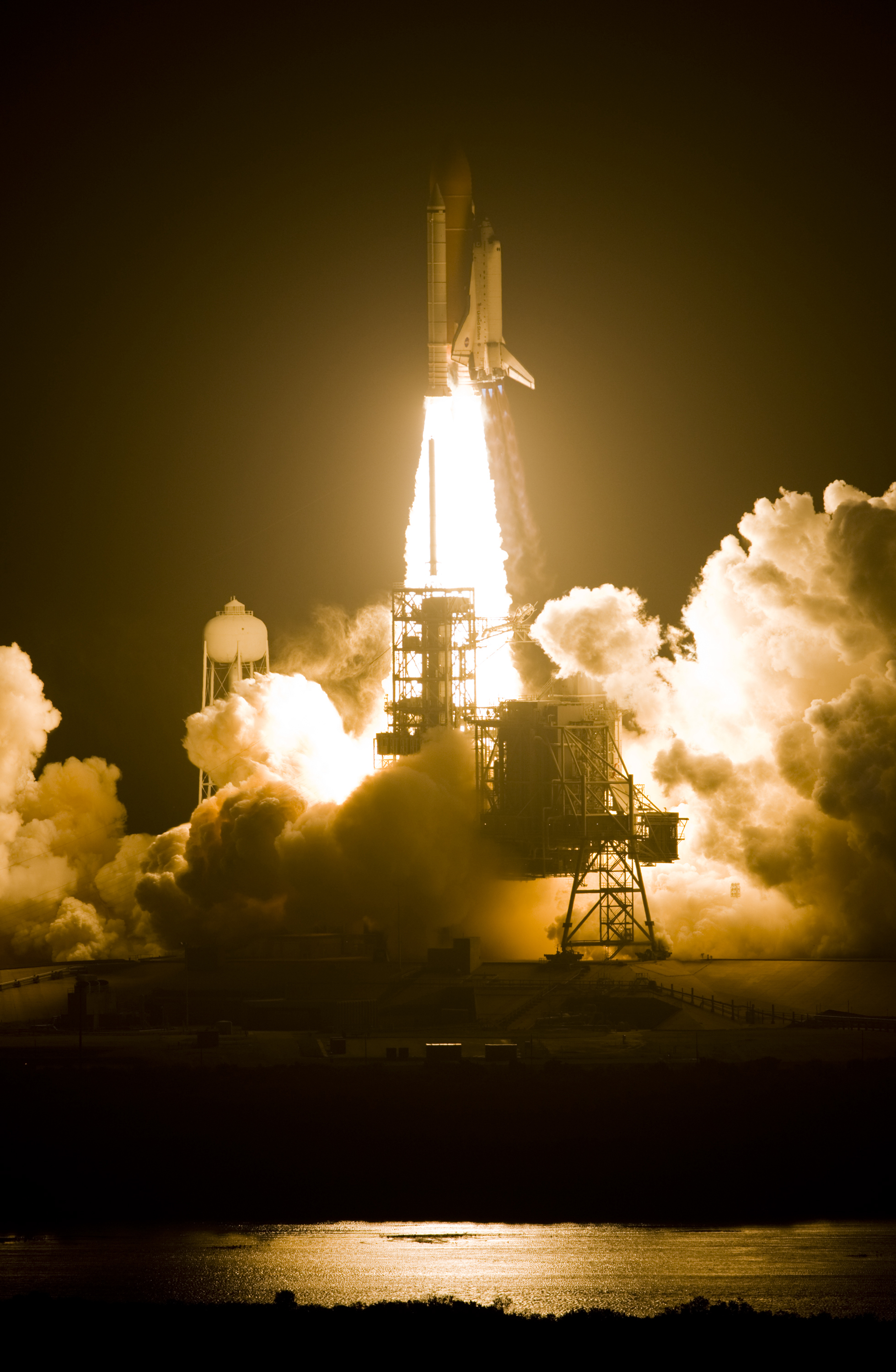
Nachtstart der Endeavour vom 15. November 2008

### Start, Rendezvous und Kopplung
Der rund 70-stündige Countdown begann am 12. November um 2:30 UTC. Man ging davon aus, dass am Freitag die ersten Ausläufer einer Kältefront über den Startplatz ziehen würden, sodass eine Startwahrscheinlichkeit von 70 % aufgrund des Wetters prognostiziert wurde.
Die Arbeitsbühne, welche Zugriff zur Nutzlastbucht gewährt, wurde am frühen Donnerstagabend (UTC) vom Space Shuttle wegbewegt. Das Befüllen des Außentanks mit flüssigem Wasser- und Sauerstoff begann gegen 16:00 UTC. Nachdem die Besatzung ihre Anzüge angelegt hatte, begab sie sich zur Startanlage, wo sie gegen 21:00 UTC ankam und den Orbiter bestieg. Nach den Comchecks mit dem Kontrollzentrum in Houston wurde die Einstiegsluke geschlossen. Nach einem technisch fehlerfreien Countdown startete die Endeavour um 0:55 UTC. Zwei Minuten nach dem Start wurden die Feststoffraketen abgeworfen. Nach acht Minuten wurden die Haupttriebwerke abgestellt und der Außentank abgeworfen. Die restliche Zeit bis zur ersten Schlafperiode verbrachte die Besatzung damit, das Shuttle von einer Rakete in einen Orbiter umzukonfigurieren. Dazu gehörte auch ein erster Funktionstest des Roboterarms des Shuttles.
Am zweiten Flugtag wurde das Orbiter Boom Sensor System verwendet, um die Nase und die Vorderflügelkanten des Orbiters auf Beschädigungen am Hitzeschild zu untersuchen. Weiterhin wurde der Andockmechanismus auf das Andocken an der ISS vorbereitet. Auch die Raumanzüge für die vier Ausstiege wurden überprüft.

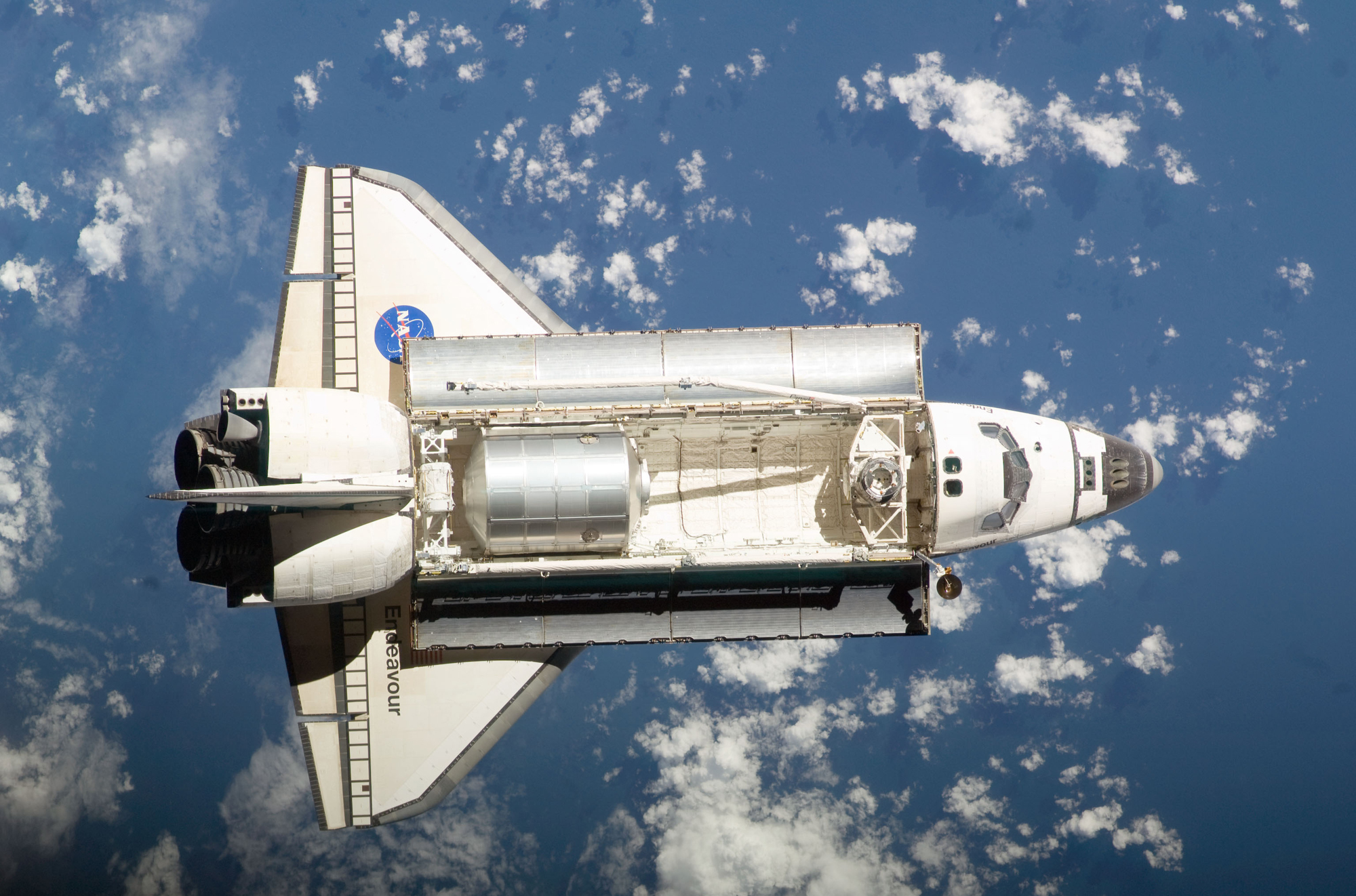
Die Endeavour kurz vor Beginn des RPM

Am dritten Flugtag begannen die Rendezvousaktivitäten mit dem TI-Burn, der letzten großen Triebwerkszündung vor dem Ankoppeln. Vier kleinere Manöver brachten die Endeavour in eine Position 200 Meter unterhalb der ISS, wo das Rendezvous Pitch Maneuver stattfand. Dabei machte das Shuttle eine Rückwärtsrolle, sodass der Hitzeschild von der ISS aus fotografiert werden konnte. Anschließend manöverierte Kommandant Ferguson die Endeavour manuell vor die Station, sodass sie um 22:01 UTC an der Station festmachen konnte Die Luken wurden um 23:16 UTC geöffnet. Der Austausch des Sojus-Sitzes von Chamitoff mit dem von Magnus beendete sowohl die Zugehörigkeit Chamitoffs zu der ISS-Expedition 18 als auch die Aktivitäten am dritten Flugtag.

### Arbeiten an der ISS
Der vierte Flugtag diente hauptsächlich den vorbereitenden Aufgaben für die Hauptaufgaben der Gesamtmission. So wurde das MPLM aus der Ladebucht des Shuttles am zur Erde weisenden Kopplungsadapter von Harmony befestigt und erstmals geöffnet. Das Ausladen des Moduls begann erst am Folgetag. In Vorbereitung auf die Weltraumausstiege wurden neben den Raumanzügen auch Ersatzteile für den Steuerbord-SARJ von der Luftschleuse bzw. dem Mitteldeck des Shuttles zur ISS-Luftschleuse Quest transferiert. Dort verbrachten auch Piper und Bowen die Nachtruhe. Während dieses Campouts atmeten sie reinen Sauerstoff unter reduziertem Luftdruck, um dem Auftreten der Dekompressionskrankheit während des Ausstiegs am fünften Flugtag vorzubeugen.

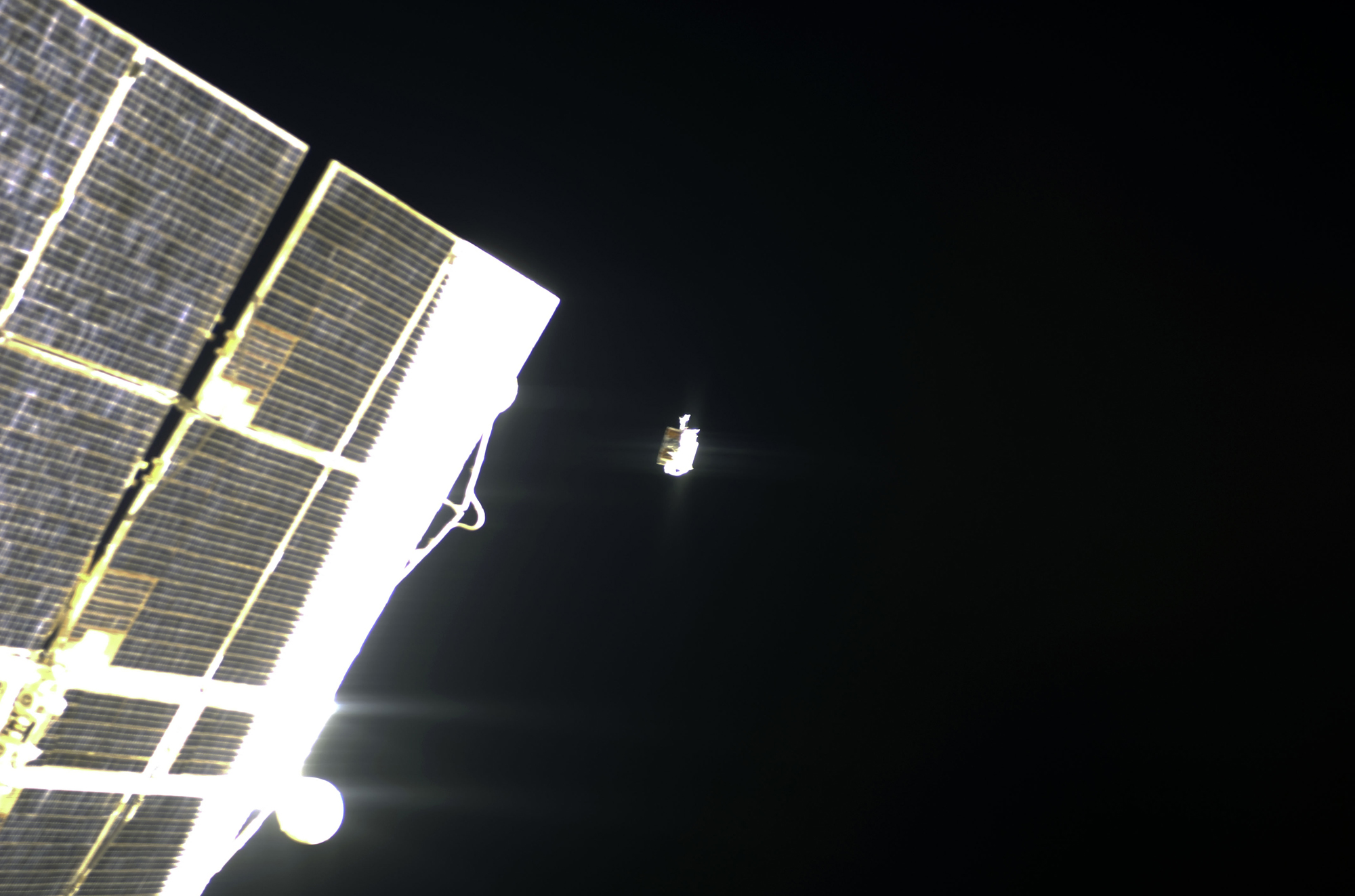
Die verlorene Tasche schwebt von der Station weg

Der erste Ausstieg der Mission begann um 18:09 UTC und befasste sich zunächst mit dem Transport eines Stickstofftanks zum Frachtträger am hinteren Ende der Nutzlastbucht Endeavours. Von dort wurde ein Ersatzteil für die Station mitgenommen, welches auf der ESP-3 verstaut wurde. Dieses Ersatzteil, eine Schlauchdrehkupplung (Flex Hose Rotary Coupler), wird zur Verbindung der Kühlmittelleitungen der drehbaren Radiatoren an den Gitterstrukturen P1 und S1 mit der Station benötigt. Nachdem Bowen allein den Kopplungsadapter für die Außenmodule Kibōs geprüft hatte, sollte er zusammen mit Piper die Arbeiten am Steuerbord-SARJ aufnehmen. Diese Aufgaben beinhalteten den Austausch eines Zahnradmotors sowie die Einfettung des Laufrings des SARJ. Im Vorfeld jedoch ereignete sich eine Panne. Gegen 20:33 UTC meldete Stefanyshyn-Piper, dass aus ihrer Spritzpistole Schmierfett in die Transporttasche ausgelaufen sei. Während sie mit der Säuberung der Werkzeuge beschäftigt war, schwebte die Tasche mit allen darin befindlichen Werkzeugen davon. Stefanyshyn-Piper und Bowen mussten daraufhin mit nur einem Werkzeugsatz auskommen, welcher jedoch für den Rest des Ausstiegs genügte. Für spätere Ausstiege waren genug Ersatzteile vorhanden. Der Ausstieg endete nach 6 Stunden und 52 Minuten um 1:01 UTC. Die Tasche wurde in den Datenbanken als ISS Deb (Toolbag), 1998-67BL, SatCat Nr. 33442 erfasst. Nach achteinhalb Monaten und über 4.000 Erdumrundungen verglühte die Tasche schließlich am 3. August 2009 in der Atmosphäre.
Im Stationsinneren wurde derweil mit dem Transfer der Module für den Innenausbau begonnen. In den Modulen Columbus, Kibō und Destiny wurden Stauräume für den Einbau so genannter Racks vorbereitet. Anschließend lag das Hauptaugenmerk auf einem sich über zwei Racks erstreckenden Wasserrecyclingsystem (WRS), welches im Destiny-Modul eingebaut wurde und aus Wasserabfällen und Urin Wasser generieren soll. Dieses soll sowohl zum Trinken, als auch für die elektrolytische Sauerstoffherstellung auf der Station verwendet werden können. Bevor das Wasser zum Trinken freigegeben werden konnte, musste eine Probe auf der Erde analysiert werden. Diese wird noch während der Mission genommen und zur Erde gebracht. Diese beiden sowie ein Experimentenrack wurden im Destiny-Modul eingebaut.

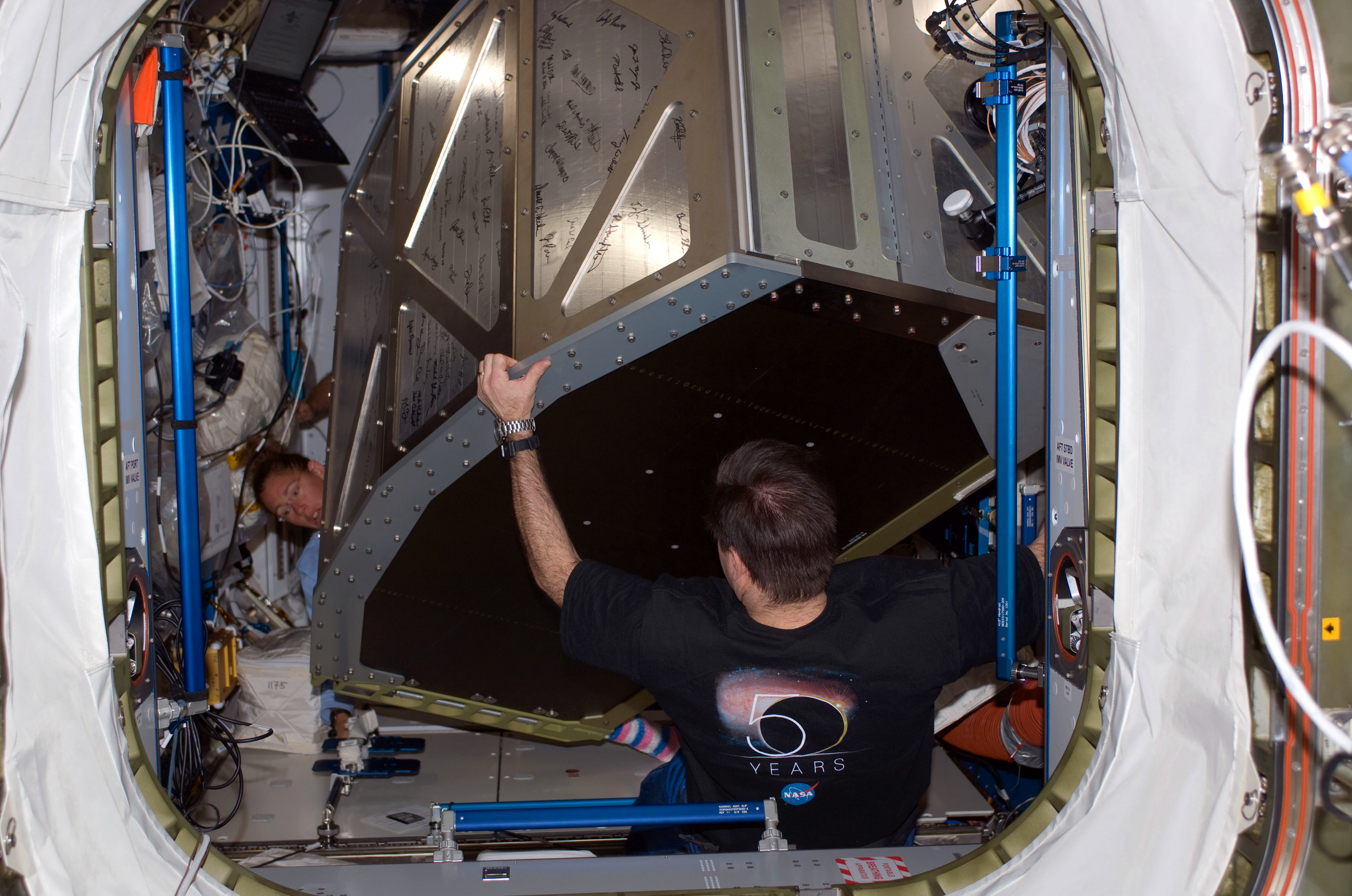
Ein Wohn und Schlafrack wird aus Leonardo transportiert

Flugtag sechs diente zunächst dem Einbau eines Wohn- und Schlafracks für ein Besatzungsmitglied auf der Backbordseite des Harmony-Moduls. Ein baugleiches Modell wurde im Verlauf des Tages auf der Steuerbordseite montiert. Insgesamt wurden an diesem Tag alle verbleibenden Racks des MPLMs auf die ISS transferiert. Weiterhin wurde am Wasserrecyclingsystem gearbeitet, welches zum Tagesbeginn eine Fehlfunktion aufwies. Weiterhin wurde die dazugehörige Toilette in Destiny eingebaut und ein Staurack in Leonardo montiert. Den restlichen Tag über wurde der zweite Ausstieg der Mission von Stefanyshyn-Piper und Kimbrough vorbereitet, sodass auch sie ein Campout durchführen konnten.
Am Morgen des siebten Flugtages ereignete sich die gleiche Fehlfunktion am WRS wie am Vortag. Die Angelegenheit wurde danach genauer untersucht.

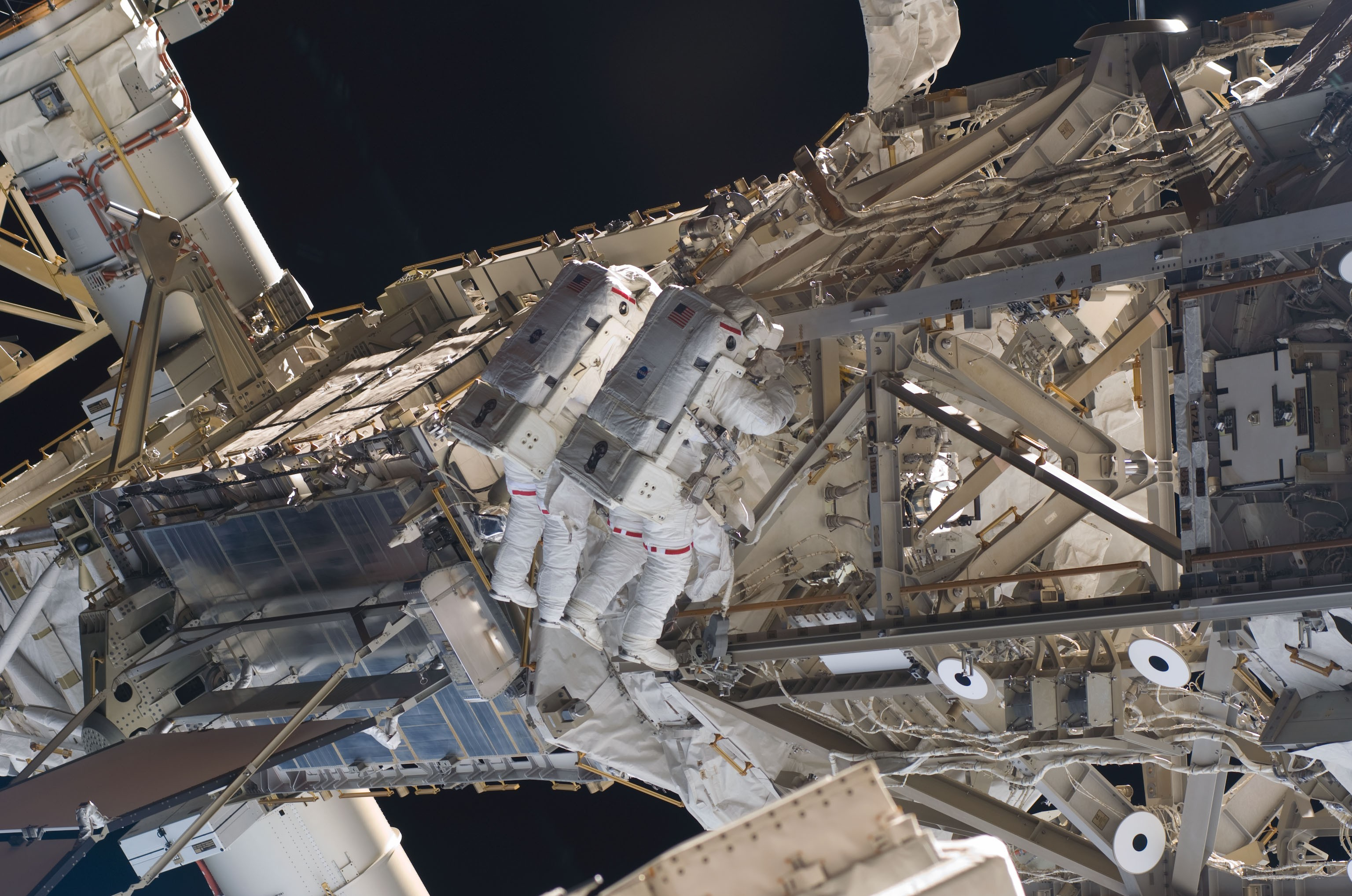
Stefanyshyn-Piper und Kimbrough am Steuerbord-SARJ

45 Minuten früher als ursprünglich geplant, stellten sie am nächsten Tag ihre Raumanzüge auf interne Energieversorgung und begannen damit den auf 6,5 Stunden angelegten, zweiten Ausstieg um 17:58 UTC. Ihre erste Aufgabe war die Verlegung zweier Ausrüstungstransporter von der Steuerbord- zur Backbordseite des Mobile Base Systems, um es für die Installation des S6-Segments während STS-119 vorzubereiten. Während Stefanyshyn-Piper die Arbeiten am Steuerbord-SARJ fortsetzte, säuberte und fettete Kimbrough den Greifpunkt des Roboterarms der Station. Anschließend begab er sich ebenfalls zum SARJ und half seiner Kollegin bei den weiteren Arbeiten. Der Ausstieg endete nach 6 Stunden und 45 Minuten um 00:43 UTC.
Am achten Flugtag, kurz nachdem die Endeavour die Station um etwa 1,8 Kilometer angehoben hatte, konnte endlich das Problem im WRS gefunden werden. Im Urinverarbeiter gab es einen mechanischen Defekt an einer zum Destillationssystem zugehörigen Zentrifuge. Diese kam nach etwa zwei Stunden Betrieb in Kontakt mit einem Geschwindigkeitssensor, welcher die sofortige Abschaltung des Geräts herbeiführte. Da erst ein Reparaturplan ausgearbeitet werden musste, wurden den restlichen Tag über die Transferaktivitäten fortgeführt. Darunter war der Total Organic Carbon Analyzer (TOCA), mit welchem in den Folgetagen erste Wasserproben aus dem Wasserrecyclingsystem untersucht wurden. Außerdem bereitete sich das Team Stefanyshyn-Piper/Bowen auf den dritten Ausstieg vor.
Der Ausstieg am neunten Flugtag begann erneut 45 Minuten früher als geplant um 18:01 UTC. Er stand ganz im Zeichen der Beendigung der Arbeiten am Steuerbord-SARJ und endete nach 6 Stunden und 57 Minuten um 00:58 UTC.
Neben den Transferarbeiten und Vorbereitungen auf den letzten Ausstieg, welcher von Bowen und Kimbrough durchgeführt wurde, unternahm Mike Fincke einen Versuch, das Problem am WRS zu beheben. Dabei wurde ein Teil der Isolierung und der Befestigung der Zentrifuge entfernt. In der Nacht vom neunten auf den zehnten Flugtag konnte man das Gerät lediglich vier Stunden laufen lassen, bevor es sich erneut abschaltete.
Während des letzten Ausstiegs am elften Flugtag fanden diverse kleine Wartungsaktivitäten statt, unter anderem auch am Backbord-SARJ, der vorsorglich gewartet wurde. Weiterhin wurden Restarbeiten auf der Steuerbordseite durchgeführt, eine Fernsehkamera am P1-Gitterelement und eine GPS-Antenne an Kibō installiert sowie die Abdeckung für die Außenanlagen remontiert. Zudem wurde aufgrund der Probleme mit dem Urinverarbeiter die Mission um einen Tag verlängert.
Über Nacht wurde das Steuerbord-SARJ für drei Stunden auf Automatik gestellt. Es arbeitete weitaus besser als erwartet, soll jedoch noch weiter getestet werden, bevor es wieder den Regelbetrieb aufnimmt. Auch der Urinverarbeiter hatte drei komplette Arbeitszyklen hinter sich gebracht und funktionierte nun einwandfrei, wurde jedoch wesentlich lauter. Weiterhin wurden Vorbereitungen zum Abdocken des für den Rückflug beladenen MPLMs getroffen. Es wurde am 13. Flugtag von Harmony entfernt und um 10:52 UTC in Endeavours Ladebucht montiert.
Der 14. Flugtag diente hauptsächlich der Erholung der Besatzungen von den Anstrengungen der Vortage. Außerdem wurden die letzten Mitteldecktransfers durchgeführt. Weiterhin nutzten die Besatzungen die Möglichkeit, Thanksgiving mit einem Truthahn-Menü zu feiern. Am Abend wurden schließlich die Luken zwischen den Raumfahrzeugen geschlossen.

### Rückkehr

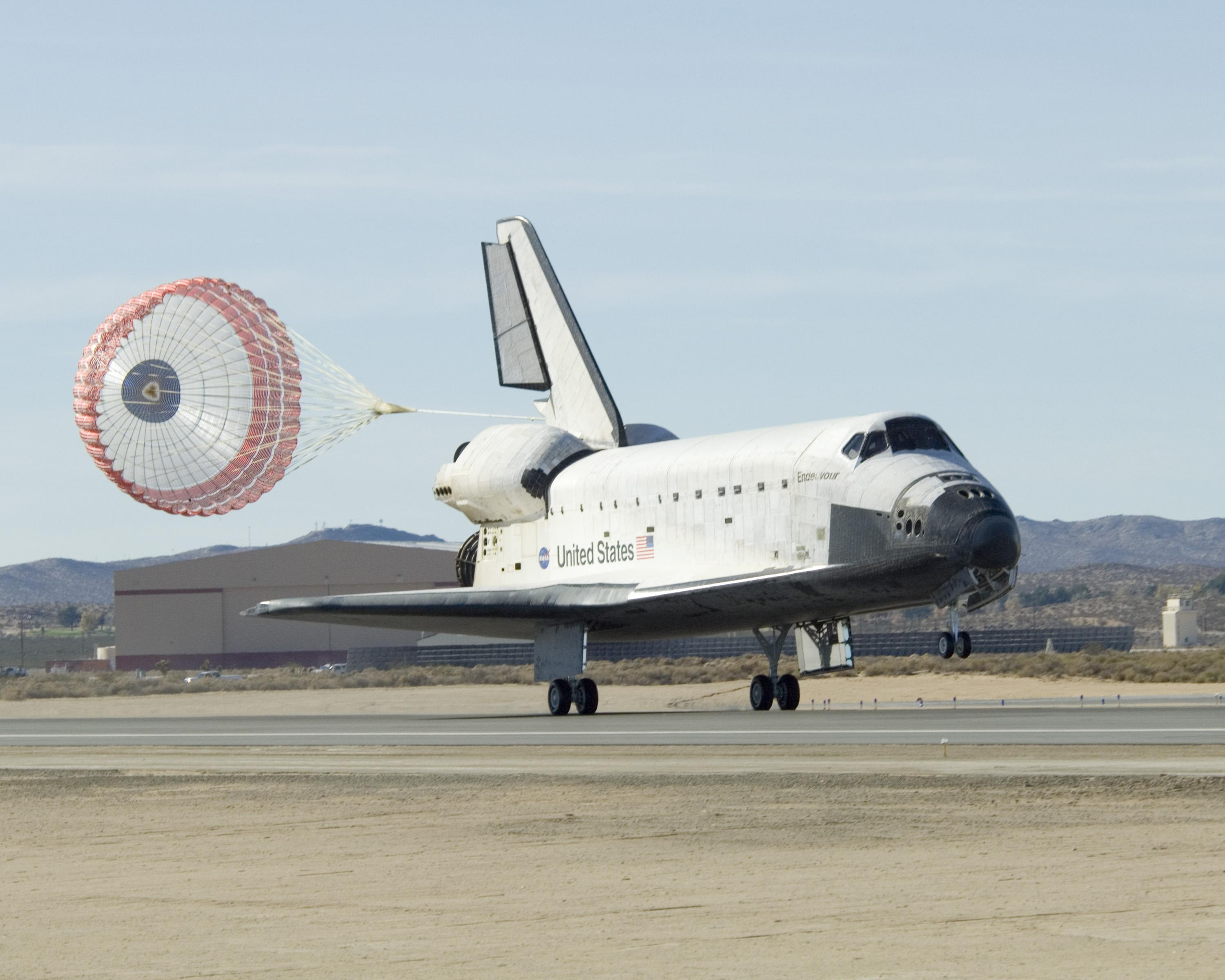
Die Endeavour landet in Kalifornien

Am 15. Flugtag um 14:46 UTC dockte die Endeavour schließlich von der ISS ab und begann mit dem 90-minütigen Flug um die Station. Später wurde auch der Hitzeschild erneut mit dem OBSS untersucht. Am 16. Flugtag, dem 29. November wurde um 20:35 UTC das Pico-Satellite Solar Cell Experiment (PSSC, NORAD-Id 33445) im Raum ausgesetzt, ein kleiner Satellit zur Untersuchung des Einflusses der Weltraumstrahlung auf zwei neue Typen von Solarzellen. Während des übrigen Flugtages wurden die für die Landung benötigten Systeme aktiviert und getestet. Weiterhin wurden nicht mehr benötigte Utensilien verstaut.
Mit Beginn des Flugtages 17 bereitete sich die Besatzung der Raumfähre auf die Landung vor. Gegen 16:20 UTC wurden die Ladebuchttüren geschlossen. Bereits kurz zuvor wurden die beiden Landemöglichkeiten am Kennedy Space Center verworfen, da dort zunehmend schlechter werdendes Wetter eine Landung unmöglich machte. Man entschied sich dazu, die erste Landemöglichkeit an der Edwards Air Force Base um 21:25 UTC zu nutzen. Dazu wurde die Endeavour mit den Triebwerken in Flugrichtung gedreht und diese während des knapp 3-minütigen Deorbit burns gezündet, um die Endeavour stark genug zu verlangsamen (um ca. 330 km/h), sodass sie in die Atmosphäre zurückfällt. Die Endeavour setzte um 21:25 UTC auf der Bahn 04L auf – eine nur übergangsweise genutzte Ausweichlandebahn, da die normalerweise für Shuttle-Orbiter-Landungen benutzte Bahn 22 zu jenem Zeitpunkt gerade erneuert wurde. Es war dies die einzige Landung eines Orbiters auf der Bahn 04L und das letzte Mal, dass die Endeavour in Kalifornien landete.

### Überführung nach Florida

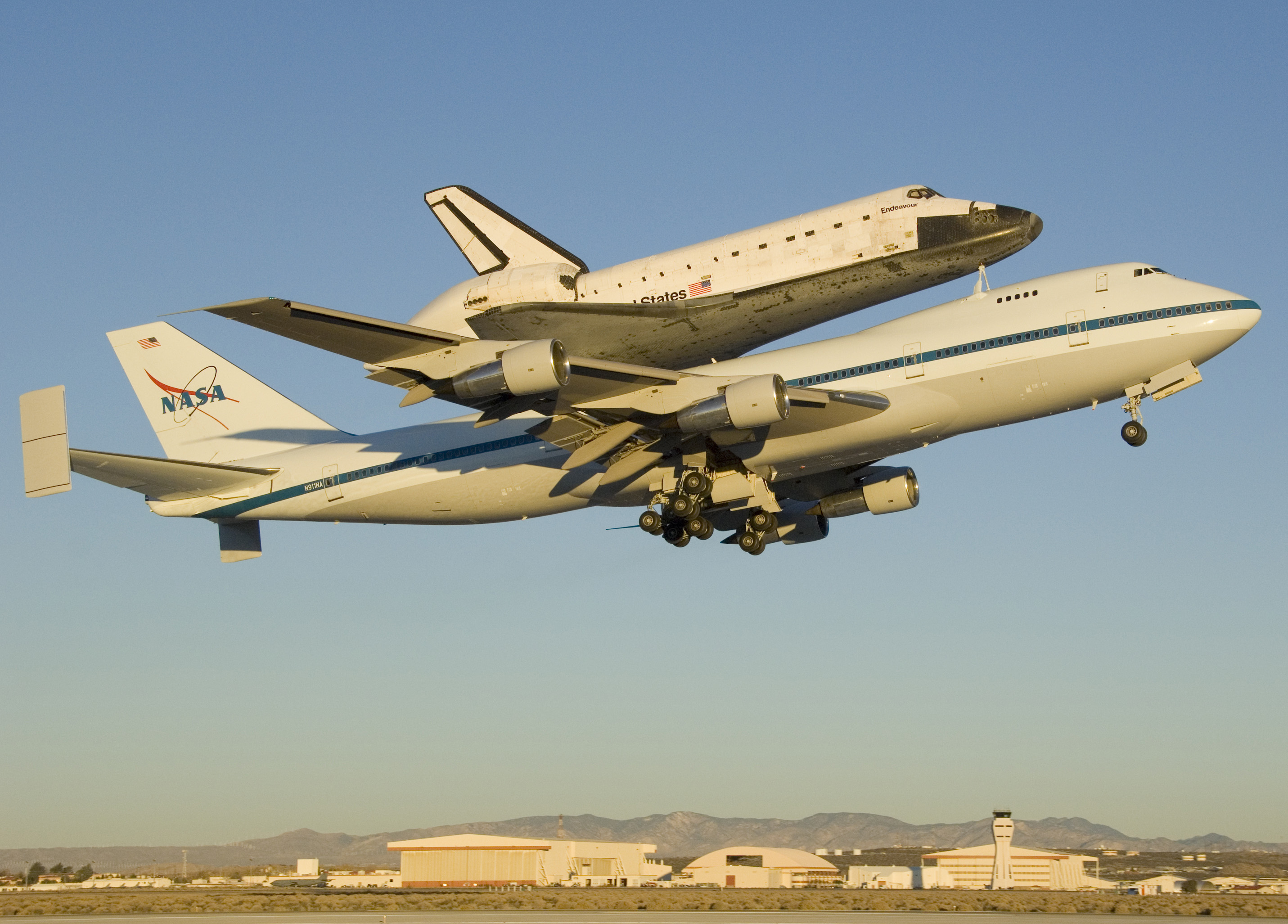
Start der Endeavour auf dem SCA von der Edwards Air Force Base

Wenige Stunden nach der Landung wurde die Endeavour zur Hebeanlage gebracht, wo sie einige Tage später auf das Shuttle Carrier Aircraft gesetzt wurde. Zuvor wurde über den Triebwerken eine Verkleidung angebracht, welche die Aerodynamik für den Flug verbessert. Der Rückflug startete aufgrund von diversen Regenschauern entlang der Flugroute erst am 10. Dezember und führte die Kombination über einen Tankstopp auf dem Biggs Army Air Field in El Paso zur ehemaligen Carswell AFB in Fort Worth. Dort verblieb sie einen Tag, da das Wetter über Florida erneut keine Landung zuließ. Schließlich wurde der letzte Teil der Strecke am 12. Dezember in Angriff genommen und die Endeavour kehrte um 20:44 UTC zum Kennedy Space Center zurück. Dort wurde sie vom Shuttle Carrier Aircraft gelöst und für die Vorbereitungen auf STS-127 in ihre Orbiter Processing Facility gefahren.